# Mitchell te Vrede
Mitchell te Vrede, né le 7 août 1991 à Amstelveen, est un footballeur international surinamien.
Il joue au poste d'attaquant.

## Carrière
Mitchell te Vrede est un attaquant de grande taille, mesurant 1,91 m. Il porte les couleurs de l'Excelsior Rotterdam en 2011-2012 et du Feyenoord Rotterdam de 2012 à 2015. Avec le Feyenoord, il dispute la Ligue des champions et la Ligue Europa. En Ligue des champions, il inscrit un but le 30 juillet 2014 contre le club turc de Beşiktaş, lors du troisième tour préliminaire de cette compétition. 
En 2015, il est cédé au SC Heerenveen, pour un montant estimé à 500 000 euros.